# Mont Rolland
Mont Rolland  ist eine Gemeinde (commune) im Département Tivaouane der Region Thiès, gelegen im zentralen Westen Senegals. Sie besteht aus dem namensgebenden Hauptort (chef-lieu) sowie weiteren Dörfern (villages) und Weilern (hameaux).

## Geographische Lage
Das Gemeindegebiet von Mont Rolland liegt nahe der Grande-Côte hinter dem Gürtel der Küstendünen in den fruchtbaren Feuchtgebieten der Zone des Niayes westlich des Erdnussbeckens Senegals, 18 Kilometer westsüdwestlich der Départementspräfektur Tivaouane und 56 Kilometer nordöstlich von Dakar. Das Gemeindegebiet hat eine Fläche von 160,40 km². Benachbarte Kommunen sind im Uhrzeigersinn Notto Gouye Diama und Pambal im Norden, Chérif Lô im Osten, Fandène und Keur Moussa im Süden und im Westen Diender.

## Geschichte
Das Dorf Mont Rolland war seit 1972 Hauptort einer Landgemeinde (communauté rurale). Im Jahr 2014 erhielt Mont Rolland, wie in Senegal alle communautés rurales, den landesweit einheitlichen Status einer Gemeinde (commune).

## Bevölkerung
Die letzten Volkszählungen ergaben jeweils folgende Einwohnerzahlen:
| Jahr | Einwohner |
| ---- | --------- |
| 2002 | 12.199    |
| 2013 | 14.122    |
| 2023 | 17.439    |

## Verkehr
Der Hauptort Mont Rolland liegt an einer gut ausgebauten Regionalstraße, die das 14 Kilometer entfernte Thiès und die Nationalstraße N 2 im Süden mit dem neun Kilometer entfernten Notto Gouye Diama an der Nationalstraße N 8 im Norden verbindet. Die Départementspräfektur Tivaouane ist nur auf einer 18 Kilometer langen Schotterpiste erreichbar, die von der Regionalstraße nach Osten abzweigt und über Pambal führt.